# Gravatazeiro
O gravatazeiro ou papa-formiga-de-gravatá (nome científico: Rhopornis ardesiacus) é uma ave endêmica da Mata de Cipó, área em que a Mata Atlântica se mistura à Caatinga, sendo uma região rica em gravatás. Encontrado entre 100 e 1000 m de altitude.
É a única espécie do gênero Rhopornis, que pertence à Thamnophilidae, uma família de aves passeriformes típica da América do Sul. São aves com aspectos variáveis, adaptadas a vários ambientes, mas a maioria tem modo de alimentação insectívoro e ocorre em zonas florestadas. O gravatazeiro ocorre na Mata de Cipó, presente em 16 municípios baianos e Salto da Divisa em Minas Gerais.
Essa espécie foi descoberta por Maximilian zu Wied-Neuwied durante sua viagem pelo Brasil entre os anos de 1815 e 1817, e apresentada por ele em um livro de 1831. Não se sabe ao certo onde o príncipe encontrou o gravatazeiro, mas ao que tudo indica que foi perto de Boa Nova, na Bahia – que na época era chamada Boca do Mato –, enquanto seguia viagem para Salvador. Desde sua descoberta, a espécie nunca mais havia sido registrada por um pesquisador, até que o alemão Emil Kaempfer a encontrou em 1928. Nas décadas seguintes novos registros foram feitos, descobrindo assim o risco de extinção por destruição de habitat. Foi então que a SAVE Brasil entrou com plano de conservação no ano de 2005.

## Características
O Rhopornis ardesiacus possui tons azuis-acinzentados, sendo mais claros na parte de baixo (o nome ardesiacus significa cor de ardósia).
Os machos da espécie apresentam uma mancha triangular na garganta. São dotados de uma longa cauda preta e asas pretas com barras brancas finas. A fêmea assemelha-se ao macho, destacando-se pela coloração marrom na parte superior da cabeça. 
As partes inferiores são mais pálidas, e a garganta é embranquecida.
Chega a atingir cerca de 18 e 19 centímetros de comprimento e peso entre 23 e 28 gramas.

## Alimentação
Tem uma alimentação baseada em uma série de invertebrados terrestres como: cupins, grilos e pequenas aranhas, que captura enquanto revira as folhas do solo (serapilheira). Ocasionalmente também procura essas presas no interior de grandes bromélias terrestres conhecidas como gravatás. Mesmo com uma frequência menor que as da espécie do gênero Pyriglena, acompanha as formigas de correição, sua captura se da por insetos espantados no solo ou em galhos baixos.

## Reprodução
Seu período reprodutivo da inicio logo nas primeiras chuvas do ano, entre novembro a dezembro, e podendo se estender ate março. Por volta dessa época os casais de território vizinhos costumam se aproximar uns dos outros de maneira mais frequente que o normal. Observaram machos oferecendo alimento no bico das fêmeas, o que demonstra ser possível estimulo de corte. O ninho é construído no solo, circundado por grande emaranhado de bromélias terrestres, o que reforça a dependência da espécie por essa planta. O ninho tem formato de uma tigela aberta rasa, com um diâmetro externo de aproximadamente 9 cm. É confeccionado principalmente com cascas de arvores e gavinhas. A postura do gravatazeiro é de dois ovos de cor de rósea-clara com manchas vermelhas. Ambos os sexos realizam a incubação dos ovos. Os filhotes nascem no mínimo 13 dias após a postura

## Hábitos
Os casais dessa espécie possuem um território que pode variar de 0,9 a 2,0 hectares. Costumam defendê-lo de maneira bastante astuta. Canta empoleirado a pouca altura e numa posição bem típica, com a cabeça erguida diagonalmente e balançando o corpo para cima e para baixo. Quando nessa situação emite seu principal canto, composto por 7 a 9 assobios descendentes. Possui, no entanto um repertório variado com pelo menos outras quatro “vozes”, usadas como chamados ou alarme. Nesta última situação, costuma imediatamente adentrar nos emaranhados de gravatás, indicando que a espécie utiliza a planta (bastante espinhosa) como refúgio contra predadores.

## Distribuição geográfica
É endêmico do Brasil, ocorrendo numa área restrita de transição entre a Mata Atlântica e a Caatinga, essa transição é conhecida em alguns locais como mata-de-cipó, devido ao excesso de lianas em seu interior. E sua distribuição geográfica abrange as bacias hidrográficas dos rios Paraguaçú, de Contas, do Leste, Pardo e Jequitinhonha.
Todas as localidades de ocorrência da espécie possuem em suas matas grande quantidade de bromélias terrestres do gênero Aechmea e/ou Ananas, reforçando a reconhecida dependência do gravatazeiro pelo micro-habitat formado pelos aglomerados dessas plantas.  Em 2005 uma  mobilização foi feita  em torno da proteção da espécie, iniciada no município de Boa Nova, sob coordenação da SAVE Brasil – Sociedade para Conservação das Aves do Brasil. A adoção da espécie como mascote pela comunidade local e a criação de um Parque Nacional e um Refúgio de Vida Silvestre totalizando cerca de 27000 hectares de áreas protegidas, foram algumas das medidas tomadas para a preservação do animal. Apesar desses avanços, o gravatazeiro continua a perder seu habitat natural nos outros municípios onde ocorre. Atualmente a espécie é conhecida além de Boa Nova em outros 16 municípios: Brejões, Milagres, Irajuba, Jaguaquara, Maracás, Itiruçu, Lafaiete Coutinho, Jequié, Manoel Vitorino, Poções, Itororó, Itapetinga, Potiraguá, Itarantim e Itapebi, todos na Bahia, e Salto da Divisa em Minas Gerais.

## Barreiras geográficas e ecológicas.
Existem duas barreiras geográficas e duas barreiras ecológicas que determinam os limites de extensão de R. ardesiacus. Ao sul de sua área de distribuição a espécie parece ter como barreira geográfica o Rio Jequitinhonha e, a norte, o Rio Paraguaçu. Mesmo considerando que ainda há necessidade de inventários mais demorados em áreas que avancem esses limites, em se confirmando a hipótese apresentada acima R. ardesiacus é mais uma espécie que reforça a teoria de que rios atuaram como barreiras decisivas à dispersão de aves após processos evolutivos de especiação (revisões recentes em Haffer 1997 e Nores 2000). Longitudinalmente, no extremo leste da distribuição de R. ardesiacus ocorre uma mudança da vegetação nativa, passando de Florestas Deciduais para Florestas Ombrófilas Densas a leste. Já no extremo oeste da distribuição de R. ardesiacus as Matas-de-Cipó (Florestas semideciduas) dos planaltos da Conquista e de Maracás dão lugar a Savanas Estépicas Arborizadas (Caatinga), que antecedem o contraforte leste da Chapada de Diamantina como se observou, por exemplo, no povoado de Areião. Essas mudanças da tipologia da vegetação a leste e a oeste impediram que a distribuição de R. ardesiacus fosse mais ampla longitudinalmente.

## Estado de conservação
R. ardesiacus atualmente encontra-se classificado na categoria “Em Perigo” devido ao seu tamanho populacional estimado (Birdlife 2007). a. No entanto, a área de ocupação da espécie, de 1.200 Km 2 obtida num estudo recente que apóia a mudança de categoria de ameaça da espécie para Vulnerável, de acordo com os seguintes critérios da IUCN (2008): Critério B2, distribuição geográfica na forma de área de ocupação atual menor que 2000 Km 2 , e nos itens internos “a” (área de ocupação severamente fragmentada) e “biii” (declínio contínuo observado, inferido ou projetado na área, extensão ou qualidade do habitat)
com uma população estimada de 1000 a 2499 aves. A população tende a diminuir.
Consta na lista vermelha da IUCN e também na lista vermelha da Bahia
Projetos conservacionistas foram iniciados para garantir a sobrevivência da espécie,  como por exemplo no município de Boa Nova, onde a SAVE Brasil organizou um grande esforço de mobilização em prol da proteção do gravatazeiro (Rhopornis ardesiacus),obtendo vários resultados, o que destaca é adoção da espécie como mascote pela comunidade local e à criação de um Parque Nacional e um Refúgio de Vida Silvestre totalizando cerca de 27,000 hectares de áreas protegidas. O ornitólogo Edson Ribeiro Luiz trabalhou na SAVE Brasil por 12 anos se dedicando à conservação do gravatazeiro (Rhopornis ardesiacus) e das matas de Boa Nova, na Bahia.

## Modelo de distribuição potencial
O modelo de distribuição potencial gerado prevê a ocorrência de R. ardesiacus principalmente nas florestas decíduas da Bahia e do extremo nordeste de Minas Gerais, o que reforça o fato da variável “tipo de vegetação” ter sido a que mais contribuiu para a geração do modelo. Baseado no modelo de distribuição gerado e nas observações de campo pode-se determinar quais seriam as características mais recomendadas das matas que devem ser alvo de pesquisas para se encontrar Rhopornis. A área ideal para encontro da espécie pode ser definida da seguinte forma: “Floresta do tipo decidual localizada em Minas Gerais ou na Bahia, situada entre os paralelos 13º e 16º Sul e entre os meridianos 39º e 41º Oeste, em locais de altitudes não superiores a 900 metros, com relevo relativamente plano ou ondulado, que tenha presença de aglomerados de gravatás ou bromélias terrestres dos gêneros Ananas ou Aechmea”. Pelo mapa de probabilidade de ocorrência gerado, os seguintes municípios, ainda não investigados ornitologicamente, possuem grandes chances de abrigar R. ardesiacus: Nova Itarana, Santa Inês, Planaltino, Lajedo do Tabocal, Povoado do Km 100, Lafaiete Coutinho, Bom Jesus da Serra, Planalto, Nova Canaã (parte oeste), Firmino Alves e Cajubi, no estado da Bahia e o município de Jacinto (margem esquerda do Rio Jequitinhonha), Minas Gerais. Ressalta-se que, segundo o modelo gerado, algumas localidades a norte do Rio Paraguaçu apresentam adequabilidade ambiental para uma probabilidade de ocorrência de Rhopornis maior que 80%. Porém, 24 devem ser levadas em conta que este rio possa ter atuado como barreira geográfica que potencialmente impediu que Rhopornis se dispersasse para essa região, o que, porém, não descarta a necessidade de mais pesquisas ao norte de sua distribuição atualmente conhecida.